# Maspujols
Maspujols è un comune spagnolo di 496 abitanti situato nella comunità autonoma della Catalogna.